# انتخابات الرئاسة الكاميرونية 2004
انتخابات الرئاسة الكاميرونية 2004 هي الانتخابات الرئاسية التي جرت في 11 أكتوبر 2004، في الكاميرون، لانتخاب رئيس الكاميرون ‏، فاز بالانتخابات بول بيا.